# روکاپالومبا
روکاپالومبا (به ایتالیایی: Roccapalumba) یک کومونه در ایتالیا است که در استان پالرمو واقع شده‌است.

## خصوصیات
روکاپالومبا ۳۱٫۴ کیلومترمربع مساحت و ۲٬۶۸۰ نفر جمعیت دارد و ۵۴۰ متر بالاتر از سطح دریا واقع شده‌است.